# Kt/V
En medicina, Kt/V es la expresión matemática de un número utilizado para cuantificar la eficacia de un tratamiento de hemodiálisis o de diálisis peritoneal.
En esta expresión:
- K – representa la depuración de urea del proceso de diálisis
- t – representa al tiempo de diálisis
- V – representa al volumen de distribución de urea, y es aproximadamente igual al agua corporal total del paciente

En el contexto de la hemodiálisis, Kt/V es un número pseudoadimensional; y es dependiente de las concentraciones pre y post diálisis (véase más abajo). En este contexto no surge como el producto de K y t dividido por V, como sería el caso de un verdadero número adimensional. Cuando se utiliza en diálisis peritoneal, no es adimensional en absoluto.
Este número fue desarrollado por Frank Gotch y John Sargent como una forma de cuantificar la dosis de diálisis cuando analizaban los datos provenientes del National Cooperative Dialysis Study. En hemodiálisis el objetivo buscado para Kt/V por la US National Kidney Foundation es ≥ 1, de forma tal que se pueda estar seguro de que se ha alcanzado una dosis de al menos 1,2. En diálisis peritoneal el objetivo es ≥ 1.7/semana.
A pesar del nombre, el Kt/V es bastante diferente del Kt/V estandarizado.

## Racionalización para la expresiónKt/Vcomo marcador de la eficacia de la diálisis
La depuración K multiplicada por el tiempo t es un volumen (ya que mL/min × min = mL, o L/h × h = L), y (K × t) puede ser pensado como los mL o L de líquido (sangre en este caso) depurados de urea (o de cualquier otro soluto) durante el curso de un único tratamiento.  V también es un volumen, expresado en mL o L. De tal forma que la relación K × t / V es una relación adimensional, que puede ser entendida como un múltiplo del volumen de plasma depurado de urea dividido por el volumen de distribución de la urea. Cuando Kt/V = 1.0, un volumen de sangre igual al volumen de distribución de la urea ha sido completamente depurado de la misma.
La relación entre Kt/V y la concentración de urea C al final de la diálisis puede derivarse de la ecuación diferencial de primer orden que describe el decaimiento exponencial y que también modela la depuración de cualquier sustancia del organismo cuando la concentración de esa sustancia disminuye en forma exponencial:
{\displaystyle V{\frac {dC}{dt}}=-K\cdot C\qquad (1)}
donde
- C es la concentración [mol/m³]
- t es el tiempo [s]
- K es la depuración [m³/s]
- V es el volumen de distribución [m³]

De las anteriores definiciones se deduce que {\displaystyle {\frac {dC}{dt}}} es la derivada primera de la concentración con respecto al tiempo, es decir, el cambio en la concentración en relación con el tiempo.
Esta ecuación es separable y se puede integrar (asumiendo que K y V son constantes) de la siguiente manera:
{\displaystyle \int {\frac {dC}{C}}=\int -{\frac {K}{V}}\,dt.\qquad (2a)}
Luego de integrar,
{\displaystyle \ln(C)=-{\frac {K\cdot t}{V}}+{\mbox{const}}\qquad (2b)}
donde
- const es la constante de integración

Si se toma el antilogaritmo de la Ecuación 2b el resultado es:
{\displaystyle C=e^{-{\frac {K\cdot t}{V}}+const}\qquad (2c)}
Donde
- e es la base de los logaritmos naturales

Por propiedades de los exponentes esto puede ser escrito como:
{\displaystyle C=C_{0}e^{-{\frac {K\cdot t}{V}}}\qquad (3)}
donde
- C0 es la concentración al inicio de la diálisis [mmol/L] o [mol/m³].

La ecuación de arriba también puede ser escrita como
{\displaystyle {\frac {K\cdot t}{V}}=\ln {\frac {C_{o}}{C}}\qquad (4)}
Usualmente se mide la concentración postdiálisis de nitrógeno ureico C y se compara con la concentración inicial, o prediálisis C0.  La duración de la sesión es t y se mide por reloj. La depuración del dializador K se estima, en general a partir de la capacidad para transferir urea del dializador (por medio de una función del tamaño y permeabilidad de sus membranas), la tasa de flujo sanguíneo, y la tasa de flujo de dializado. En algunas máquinas de diálisis, la depuración de urea se estima evaluando la capacidad del dializador para remover una pequeña carga de sal que se añade al dializado durante la diálisis.

## Relación con la URR
La URR o tasa de reducción de la urea (de las siglas en inglés de Urea Reduction Ratio) es simplemente la disminución de la urea expresada como fracción durante la diálisis. De modo que por definición, URR = 1 -C/C0.  De modo tal que 1-URR = C/C0. Algebraicamente, sustituyendo en la ecuación (4) de más arriba, y ya que ln C/C0 = – ln C0/C, se obtiene:
{\displaystyle {\frac {K\cdot t}{V}}=-\ln(1-URR).\qquad (8)}

### Cálculo de ejemplo
Un paciente tiene una masa de 70 kg, y recibe tratamiento de hemodiálisis que dura 4 horas durante el cual la depuración de urea es de 215 mL/min.
- K = 215 mL/min
- t = 4,0 horas = 240 min
- V = 70 kg × 0,6 L de agua/Kg de masa corporal = 42 L = 42000 mL

Por lo tanto:
Kt/V = 1,23
Esto significa que si se dializa a un paciente a un Kt/V de 1.23, y se mide sus concentraciones de nitrógeno ureico en sangre pre y post diálisis, se calcula la URR, luego -ln (1-URR), esta magnitud debería estar en torno a 1,23.
El cálculo en realidad no es muy exacto, y se han desarrollado relaciones más complicadas para tomar cuenta de la remoción de fluido (ultrafiltración) durante el proceso de diálisis, y de la generación de urea (véase tasa de reducción de la urea). Sin embargo la URR y Kt/V se encuentran matemáticamente tan estrechamente relacionados, que se ha demostrado que sus potenciales predictivos no tienen diferencias en cuanto a las capacidades para predecir el resultado de diferentes pacientes en estudios observacionales.

### Rebote postdiálisis
El análisis desarrollado más arriba asume que la urea se remueve de un único compartimiento corporal durante la diálisis. De hecho, este Kt/V se suele llamar "Kt/V de pool único". Debido a que en el organismo hay múltiples compartimientos, ocurre un rebote de concentración bastante significativo luego de la hemodiálisis.
Por lo general el rebote disminuye el valor del Kt/V en un 15%. El monto del rebote depende de la tasa de diálisis (K) en relación con el tamaño del paciente (V). Se han desarrollado diferentes ecuaciones para predecir el tamaño del rebote en base a la relación K/V, aunque por lo general no es necesario en la práctica clínica. 
Se puede hacer uso de estas ecuaciones para calcular un "Kt/V equilibrado" o un "Kt/V de doble pool", y algunos piensan que esto debería ser utilizado como medida de la utilidad de la diálisis, aunque este cálculo no es algo que se haga en forma amplia en los Estados Unidos; mientras que las guías KDOQI (véase más abajo) recomiendan utilizar al Kt/V de pool único por simplicidad.

## Diálisis peritoneal
En el contexto de la diálisis peritoneal, Kt/V fue desarrollado en una serie de artículos referidos al tema por Michael J. Lysaght.
Se utiliza un modelo que resulta de la solución de estado estacionario de una ecuación de transferencia de masa simplificada a través de una membrana semipermeable:
{\displaystyle C_{B}={\dot {m}}/K.\qquad (6a)}
Donde:
- CB es la concentración en la sangre [ mol/m³ ]
- KD es la depuración [ m³/s ]
- {\displaystyle {\dot {m}}} es la generación de masa de la urea [ mol/s ]

Esto también puede ser escrito como:
{\displaystyle K={\dot {m}}/C_{B}.\qquad (6b)}
La producción de masa (de urea), en el estado estacionario, se puede expresar como la masa (de urea) en el efluente por tiempo:
{\displaystyle {\dot {m}}={\frac {C_{E}\cdot V_{E}}{t}}.\qquad (6c)}
donde
- CE es la concentración de urea en el efluente [ mol/m³ ]
- VE es el volumen de efluente [ m³ ]
- t es el tiempo [ s ]

Lysaght, impulsado por las ecuaciones 6b y 6c, definió el valor KD:
{\displaystyle K_{D}={\frac {C_{E}\cdot V_{E}}{C_{B}\cdot t}}\qquad (6d)}
Lysaght utiliza "ml/min" para la depuración. Con el objetivo de convertir la depuración de más arriba (que se encuentra en m³/s) a ml/min se debe multiplicar por 60 × 1000 × 1000.
Una vez que KD queda definido, se utiliza la siguiente ecuación para calcular Kt/V:
{\displaystyle {\frac {K\cdot t}{V}}={\frac {7/3\cdot K_{D}}{V_{D}}}\qquad (7a)}
donde
- V es el volumen de distribución. Que tiene que estar en litros (l), por lo que la ecuación en realidad no es adimensional.

El 7/3 se utiliza para ajustar el valor de Kt/V de forma que pueda ser comparado con el Kt/V de hemodiálisis, la cual típicamente se hace tres veces a la semana en Estados Unidos.

### Kt/Vsemanal
Para calcular el Kt/V semanal (para diálisis peritoneal) KD tiene que estar expresada en litros/día.
Semanalmente, Kt/V queda definido por la siguiente ecuación:
{\displaystyle Kt/V_{(Semanal)}={\frac {7K_{D}[l/{\mbox{día}}]}{V[l]}}.\qquad (7b)}

### Cálculo de ejemplo
Asumiendo que:
- {\displaystyle C_{B{\mbox{ media}}}=22.817{\mbox{ mmol/L}}}
- {\displaystyle C_{D}=17.524{\mbox{ mmol/L}}}
- {\displaystyle V_{D}=3.75{\mbox{ L de intercambio o }}15{\mbox{ L/día}}}
- {\displaystyle V_{B}=40.6\ L}

Luego por la ecuación 6d KD es: 1.3334e−07 m³/s o 8.00 mL/min o 11.52 L/d.
Kt/V  y el Kt/V semanal dado por las ecuaciones 7a y 7b respectivamente son: 0.45978 y 1.9863.

### Un análisis del Kt/V en diálisis peritoneal
A un nivel práctico, el cálculo del Kt/V en diálisis peritoneal, con frecuencia resulta relativamente fácil debido a que el fluido drenado se encuentra cercano a estar saturado al 100% con urea,[cita requerida] ya que el dializado se ha equilibrado con el organismo. Por lo tanto, el monto diario de plasma depurado es simplemente el volumen drenado dividido por un estimado del volumen de distribución del paciente.
Como ejemplo, si alguen está infundiéndose cuatro intercambios de 2 litros por día, y drena un total de 9 litros diarios, entonces drena 63 litros a la semana (9 x 7). Si ese paciente tiene un agua corporal total estimada de 35 litros, entonces, el Kt/V semanal debería ser de 63/35, es decir aproximadamente de 1,8.
El anterior cálculo se encuentra limitado por el hecho de que la concentración sérica de urea se encuentra cambiando durante la diálisis.
En una díalisis peritoneal automática, este cambio no puede ser ignorado; entonces las muestras de sangre, por lo general se miden en el mismo punto durante el día y se asume que representan un valor promedio. La depuración se calcula luego utilizando esta medida.

## Motivos de adopción
El Kt/V ha sido ampliamente adoptado debido a que correlaciona con la supervivencia. Antes del Kt/V los nefrólogos medían la concentración sérica de urea (más específicamente la concentración media de urea respecto al tiempo) (TAC de urea), la cual no se correlacionaba con la supervivencia, debido principalmente a la fuerte dependencia de esta última con la ingesta de proteína), resultando por lo tanto un marcador muy pobre de la efectividad del tratamiento de diálisis.

## Críticas y desventajas delKt/V
- Resulta complejo y difícil de calcular. Muchos nefrólogos tienen dificultades para entenderlo.
- La urea no está asociada a toxicidad.[7]
- El Kt/V solo mide un cambio en la concentración de urea e implicitamente asume que la depuración de urea es comparable a la de otras toxinas. (Esta asunción ignora que las moléculas de mayor tamaño que la urea poseen un mecanismo de transporte que está limitado por la difusión.).
- El Kt/V no toma en cuenta el papel de la ultrafiltración.
- Omite la transferencia de masa entre diferentes compartimientos del organismo a través de una membrana plasmática (por ejemplo el transporte de intracelular a extracelular), el cual ha mostrado tener gran importancia para la depuración de algunas moléculas tales como los fosfatos. El uso práctico del Kt/V requiere un ajuste para el rebote de la concentración de urea debido a la nautraleza multicompartimental del organismo.
- El uso del Kt/V podría tener desventajas para mujeres y pacientes de pequeño tamaño en términos de la cantidad de diálisis recibida. La función normal del riñón puede ser modelado por medio de la tasa de filtración glomerular ideal (GFR). Un hombre y una mujer de áreas corporales similares pueden tener diferencias muy marcadas en la cantidad de agua corporal total (la cual se corresponde a V). Además, la gente de menor tamaño, de cualquier sexo pueden tener niveles marcadamente menores de V, aunque tengan áreas corporales sólo ligeramente menores. Por este motivo, cualquier sistema utilizado para dosificar la diálisis basado en V puede tender a subdosificar a pacientes de menor tamaño y a mujeres. Algunos investigadores han propuesto dosificaciones basadas en el área superficial (S) en lugar de V, pero los clínicos por lo general miden la URR y luego calculan Kt/V- Se puede ajustar el Kt/V, calculando el Kt/V "normalizado por área superficial" o Kt/V-SAN, y también el Kt/V-SAN estandarizado. Estos cálculos limitan el uso del Kt/V y lo normalizan en relación con el área superficial corporal.[8]

### Importancia de las dosis semanales y frecuencia de diálisis
El Kt/V ha sido criticado debido a que se pueden alcanzar niveles bastante altos durante sesiones relativamente cortas, en particular en pacientes de menor tamaño. Esto es particularmente verdadero para las personas de menor tamaño, donde se pueden alcanzar niveles adecuados de Kt/V en tan solo 2 a 2,5 horas. Una parte importante de la eficacia de la diálisis tiene que ver con la remoción de sal y agua, y además otros solutos tales como la urea, especialmente con moléculas de mayor tamaño y mayor peso molecular, tal como el fosfato. El fosfato y otras moléculas de similar peso molecular siguen siendo renuentes a la filtración a cualquier grado. Un gran número de estudios sugieren que un aumento en el tiempo de diálisis, o sesiones más frecuentes de diálisis, pueden conducir a mejores resultados. Hay varios métodos alternativos para medir la eficacia de la diálisis, la mayor parte de los cuales han propuesto alguna fórmula o número basados en el Kt/V y en el número de sesiones de diálisis por semana. Por ejemplo, el Kt/V estandarizado, o simplemente el número de sesiones semanales al cuadrado, multiplicadas por las horas de diálisis por sesión, como ocurre con el "producto de hemodiálisis" propuesto por Scribner y Oreopoulos No resulta práctico que un centro de diálisis brinde sesiones de más de 4,5 horas tres veces a la semana. Las sesiones más largas, resultan más prácticas si la diálisis se realiza en la casa. La mayor parte de las experiencias al respecto se deben a sesiones largas llevadas a cabo durante la noche. Algunos centros de diálisis ofrecen sesiones nocturnas de diálisis día de por medio o tres veces a la semana. Los beneficios de las sesiones de diálisis más frecuentes también es un área en estudio, donde las nuevas máquinas de diálisis, más fáciles de utilizar; resultan más amigables para el usuario domiciliario, y donde se pueden plantear sesiones de entre 2 y 3 horas, 4 a 7 días a la semana.

### Valores de Kt/V objetivo y mínimos para hemodiálisis
Una de las principales preguntas en términos del Kt/V es ¿Cuánto es suficiente?. La respuesta ha sido establecida en relación con estudios observacionales, y en ensayo "HEMO trial" llevado a cabo en Estados Unidos con financiación del NIH; por supuesto además de los análisis cinéticos.
Desde la perspectiva de Estados Unidos se puede consultar la guía KDOQI de eficiencia de hemodiálisis en su revisión del año 2006, mientras que para consultar la perspectiva del Reino Unido se pueden ver las Renal Association Clinical Practice Guidelines.
De acuerdo a las guías estadounidenses, para 3 sesiones semanales de diálisis, un Kt/V (con rebote) debería tener un valor mínimo de 1.2 y un valor objetivo de 1.4 (15% por arriba del mínimo). Sin embargo, existe evidencia que sugiere que en mujeres, pacientes de pequeño tamaño, malnutridos y pacientes con otros problemas clínicos deberían recibir dosis mayores. El valor mínimo de Kt/V recomendado varía de acuerdo al número de sesiones semanales que recibe el paciente, y se reduce para aquellos pacientes que aún poseen un grado sustancial de función renal residual.

### Valores de Kt/V objetivo y mínimos para diálisis peritoneal
Desde la perspectiva de Estados Unidos se puede consultar la guía KDOQI de eficiencia de diálisis peritoneal en su revisión del año 2006, Para los Estados Unidos, el valor objetivo mínimo semanal suelía ser 2.0.  Este valor fue luego corregido a 1.7 en vista de los resultados de un enorme ensayo aleatorizado realizado en México, el ensayo ADEMEX, y también debido a una revaluación de los estudios observacionales previos desde la perspectiva de la función renal residual.
Para consultar la perspectiva del Reino Unido se pueden ver las Renal Association Clinical Practice Guidelines Esta última se encuentra aún en etapa de borrador.

### Hemodiálisis
- Hemodialysis Dose and Adequacy – a description of URR and Kt/V from the Kidney and Urologic Diseases Clearinghouse.
- Kt/V and the adequacy of hemodialysis – UpToDate.com

### Diálisis peritoneal
- Advisory on Peritoneal Dialysis – American Association of Kidney Patients
- Peritoneal Dialysis Dose and Adequacy – a description of URR and Kt/V from the Kidney and Urologic Diseases Clearinghouse.

### Calculadoras
- spKt/V,eKt/V,URR,nPCR,GNRI etc. dialysis  calculation – hdtool.net.
- free Kt/V calculators, single pool and equilibrated HD, PD, no login needed, site used by dozens of dialysis centers around the world for over 10 years – kt-v.net
- Web/javascript program that does formal 2-pool urea kinetics in multiple patients – ureakinetics.org
- Kt/V calculator – medindia.com
- Kt/V – HDCN

- Datos: Q29403